# Igreja Ortodoxa Japonesa
A Igreja Ortodoxa no Japão ou Igreja Ortodoxa Japonesa (em japonês:  日本ハリストス正教会, transl. Nihon Harisutosu Seikyōkai) é uma jurisdição autônoma da Igreja Ortodoxa sob a jurisdição de Igreja Ortodoxa Russa. O atual primaz é Serafim (Tsujie), Arcebispo de Tóquio e Metropolita de Todo o Japão, desde 2023.

## História

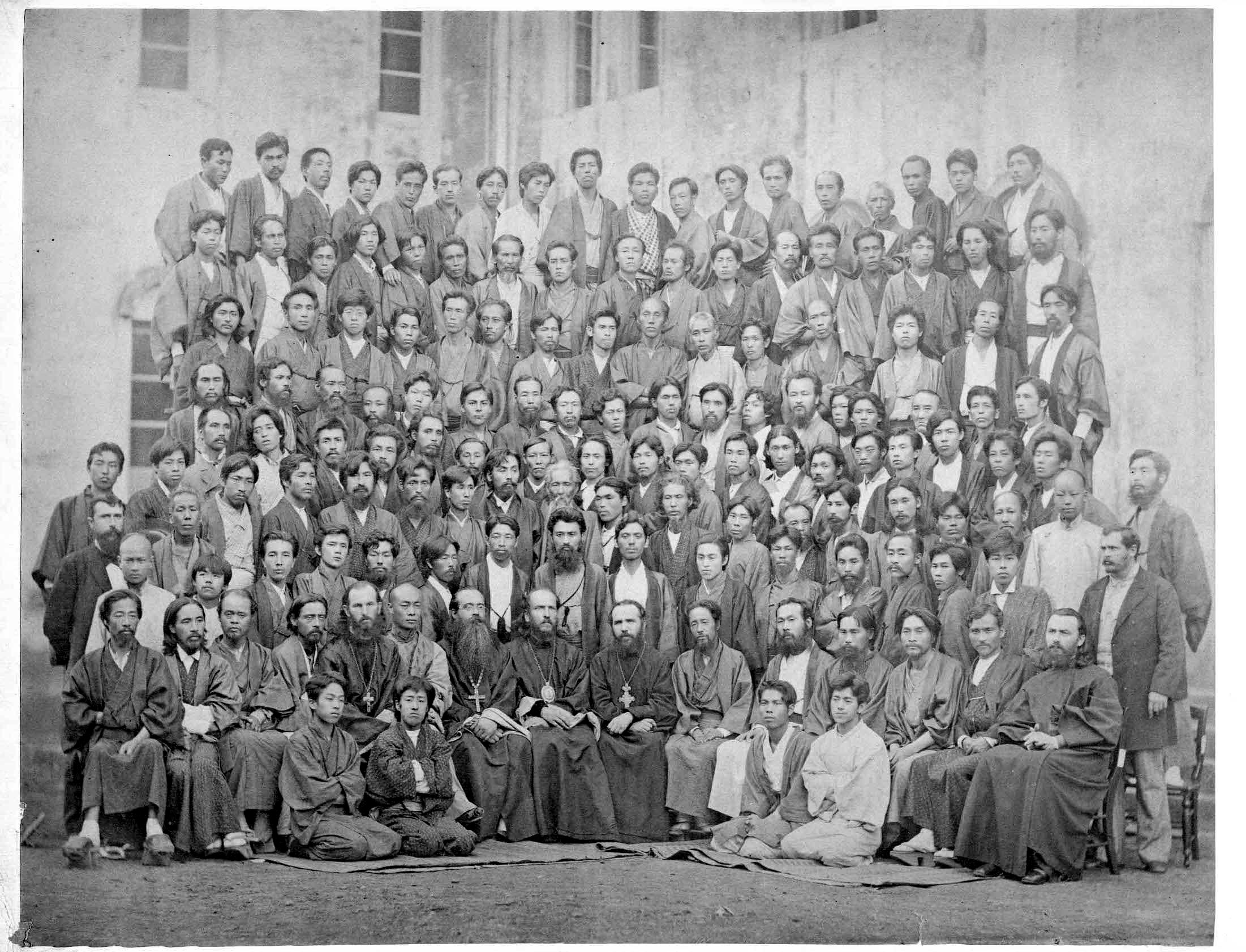
Concílio da Igreja Ortodoxa no Japão em 1882.

São Nicolau do Japão, nascido Ivan Dimitrovich Kasatkin, levou o Catolicismo Ortodoxo ao Japão no século XIX. Em 1861 ele foi enviado pela Igreja Ortodoxa Russa para Hakodate em Hokkaido como um padre a uma capela do Consulado da Rússia. Embora o governo dos xoguns de então proibia a conversão dos japoneses ao cristianismo, logo alguns vizinhos que frequentemente visitavam a capela converteram-se em 1864.
Além de breves viagens, Nicolau esteve no Japão, mesmo durante a Guerra Russo-Japonesa (1904-1905), e espalhou por todo o país o Catolicismo Ortodoxo, sendo apontado como o primeiro Bispo da Igreja Ortodoxa japonesa. Ele mudou sua Sede de Hakodate para Tóquio em torno de 1863. Em 1886 a Igreja Ortodoxa japonesa tinha mais de 10.000 fiéis batizados. São Nicolau do Japão é também conhecido pelas suas traduções do Novo Testamento e de outros livros religiosos.
A missão inicial de estabelecer a Igreja Ortodoxa japonesa dependia da Igreja Ortodoxa Russa, especialmente em questões financeiras. A guerra entre a Rússia e o Japão criou uma situação politicamente difícil para a igreja. Após a Revolução Russa, o apoio e as comunicações espirituais e financeiras da Igreja eram imprevistos.
O Grande terremoto de Kanto em 1923, causou danos graves para a Igreja Ortodoxa japonesa. A sede na Catedral da Santa Ressurreição, foi destruída e queimada, incluindo a biblioteca, juntamente com muitos documentos valiosos. A sede foi reconstruída em 1929, graças às contribuições dos fiéis liderados pelo Metropolitano Sérgio (George Alexeievich Tikhomirov).
Durante os quinze anos da guerra (1930-1945), dos quais os anos de 1939 até 1945 faziam parte da Segunda Guerra Mundial, o cristianismo no Japão sofreu grandes problemas, especialmente a Igreja Ortodoxa. Após a rendição japonesa, a ocupação aliada teve uma atitude generosa para o cristianismo, dada a sua composição predominantemente de americanos. Como a maioria dos eslavos e gregos-americanos compareciam nas paróquias ortodoxas locais a ortodoxia no Japão, deu um passo adiante. Durante a guerra, a Igreja Ortodoxa japonesa não tinha quase nenhum contato externo. Depois da guerra, em vez da Igreja Russa, os precursores da Igreja Ortodoxa na América (OCA) ajudaram a revigorar a Igreja Ortodoxa japonesa que foi governada por Bispos da OCA.
Quando a Igreja Ortodoxa na América foi declarada autocéfala pelo Patriarca de Moscou em 1970, a OCA devolveu a Igreja do Japão à Igreja Ortodoxa Russa e, esta, por sua vez, deu autonomia à Igreja Ortodoxa do Japão. Em conseqüência disso, o Primaz desta Igreja teria de ser, a partir de então, confirmado pelo Patriarca de Moscou.
Em 2005, o primeiro mosteiro da Igreja Ortodoxa japonesa foi inaugurado em Tóquio perto da Catedral da Santa Ressurreição.

## Organização Administrativa

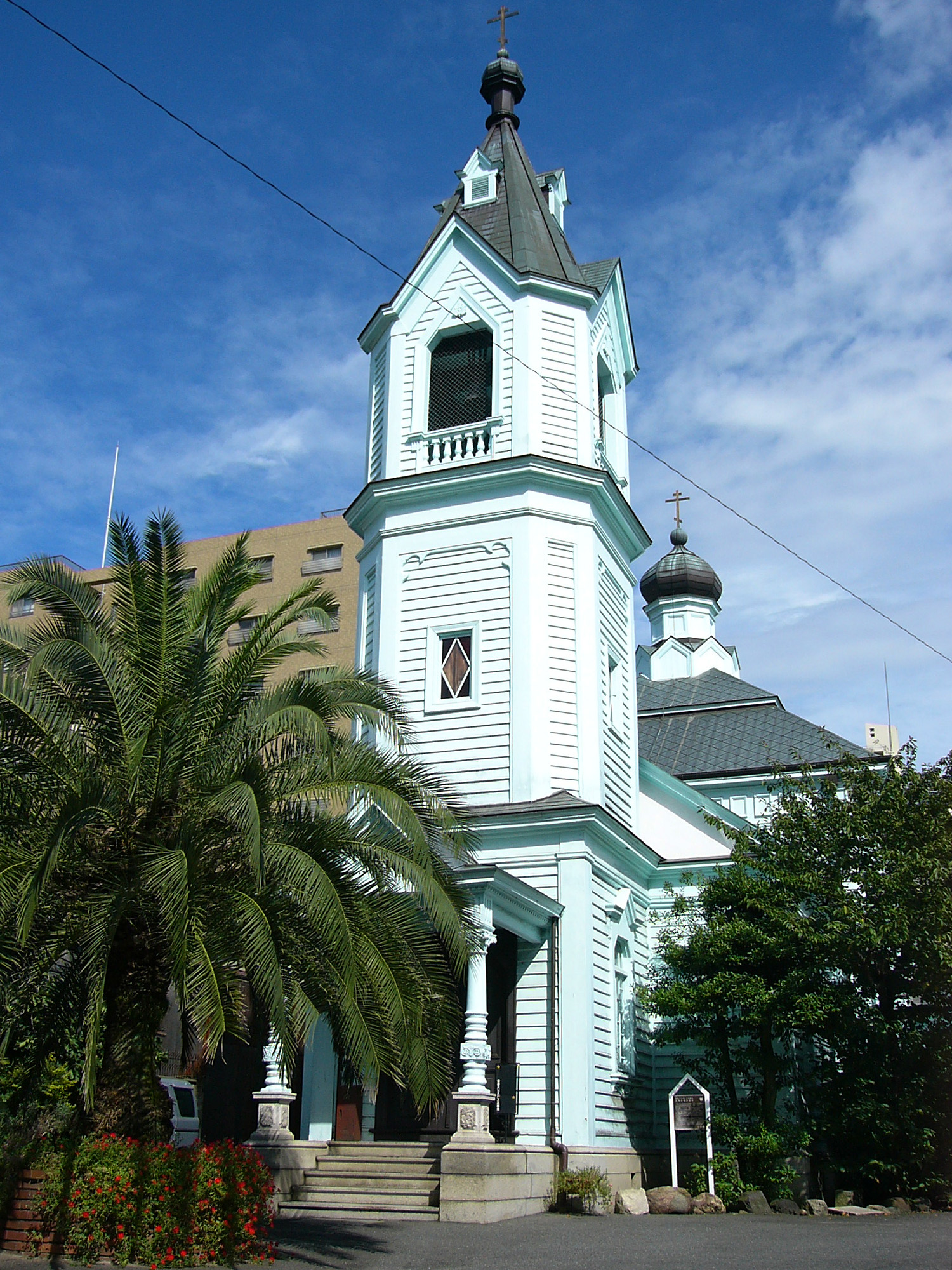
Catedral da Anunciação em Quioto

A Igreja Ortodoxa no Japão tem três dioceses:
- Arquidiocese de Tóquio (Tóquio: Arcebispo Daniel Nushiro)[8]
- Diocese de Sendai e Japão Oriental (Sendai: Bispo Serafim Noboru Tsujinaga)[9]
- Diocese de Quioto e Japão Ocidental (Quioto: Arcebispo Daniel Nushiro - lugar-tenente)

O Primaz da Igreja Ortodoxa no Japão é Daniel (Nushiro), Metropolita de Todo o Japão e Arcebispo de Tóquio (desde maio de 2000). Antes de se tornar Arcebispo de Tóquio e Metropolita de Todo o Japão, Daniel foi Bispo de Quioto e desde 2001 também está à frente da Diocese de Quioto como lugar-tenente.
No final de 2014, de acordo com os dados fornecidos pelo Ministério da Cultura do Japão, a Igreja Ortodoxa japonesa tinha um total de 67 paróquias (comunidades), 37 clérigos e 9.619 seguidores (membros registrados).
Atualmente estima-se que a Igreja Ortodoxa do Japão tenha em torno de 30.000 fiéis.
A Igreja Ortodoxa japonesa possui em Tóquio um seminário ortodoxo, que só aceita homens e os educa teologicamente em três anos, a qual se graduam e tornam-se futuros sacerdotes e missionários. O seminário também publica a revista mensal oficial, chamada "Seikyo Jiho".

## Metropolitas
- Vladimir (Nagosski) - (1970–1972);[13]

- Teodósio (Nagashima) - (1972-1999);[14]
- Pedro (Arihara) - (2000) - Eleito, recusou por motivo de doença, morreu pouco depois;
- Daniel (Nushiro) - (2000-2023).[8][15]
- Serafim (Tsujie) - (desde 2023);[2][16][17]